# Frans Van Roy
Franciscus Odilio Ludovicus (Frans of Francois) Van Roy (Kontich, 15 augustus 1901 – Mortsel, 4 augustus 1976) was een Belgisch politicus voor de CVP.

## Levensloop
Na de gemeenteraadsverkiezingen van 11 oktober 1964 volgde hij Edward Geerts op als burgemeester van Kontich. Zelf werd hij na de lokale verkiezingen van 11 oktober 1970 opgevolgd door Louis Verhaert.
Hij kreeg een laatste rustplaats op de begraafplaats van Kontich.